# District Cluj
Cluj (Hongaars: Kolozs) is een Roemeens district (județ) in de historische regio Transsylvanië, met als hoofdstad Cluj-Napoca (333.607 inwoners). De gangbare afkorting voor het district is CJ.

## Geschiedenis
Het huidige district Cluj is ontstaan in 1968, de historische voorganger was het Hongaarse comitaat Kolozs dat origineel in de 11e eeuw ontstond en haar moderne vorm kreeg in 1876 onder Hongaars bestuur. In 1919 namen de Roemenen het gebied in en behielden de eenheid van het gebied en doopten het om tot district Cojocna. Dit bleef zo tot 1938 toen de Hongaren het gebied weer innamen. In 1950 stelde het communistische Roemenië een nieuwe indeling van het land in. Er werd een regio-indeling gekozen waarbij de regio Cluj een stuk groter werd, delen van de huidige districten Sălaj en Alba werden ook bestuurd vanuit Cluj. In 1952 werd een nog groter gebied aangewezen als regiunea Cluj. Uiteindelijk werd in 1968 het district gevormd zoals we dat vandaag de dag kennen. Het heeft andere grenzen dan het historische Hongaarse comitaat, vooral aan de noordzijde is het gebied uitgebreid met delen van het voormalige comitaat Szolnok-Doboka. Aan de noordwestzijde ging het gebied rond Cuzăplac over naar het meer naar het oosten verschoven district Sălaj.

## Demografie
In het jaar 2011 had Cluj 691.106 inwoners volgens de volkstelling van dat jaar.
In het jaar 2002 had Cluj 702.755 inwoners en een bevolkingsdichtheid van 105 inwoners per km².

### Bevolkingsgroepen

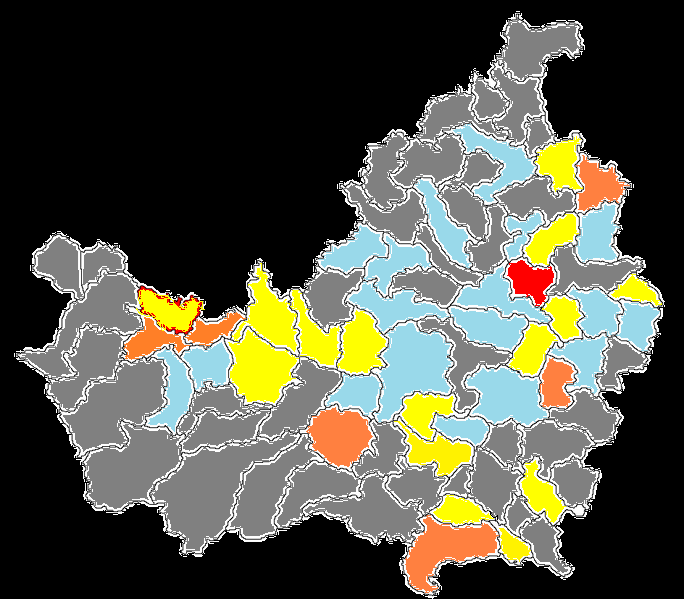
De Hongaren in het District Cluj tijdens de volkstelling van 2011. Rood = Aandeel Hongaren boven 80%, Oranje = Hongaarse meerderheid tussen 50 - 79%, Geel = Hongaarse minderheid boven 20%, Blauw = Hongaarse minderheid tussen 10 - 20%, Grijs = Hongaarse minderheid onder de 10%.

Cluj is een multi-etnisch district waar de Roemenen de meerderheid vormen en er minderheden van Hongaren en Roma zijn. In zeven gemeenten vormen de Hongaren de grootste groep van de bevolking: Izvoru Crisului, Moldovenesti, Sânncraiu, Savadisla, Sic, Suatu en Unguraș. De gemeente met de grootste groep Hongaren is Cluj-Napoca met 49.565 Hongaren binnen haar grenzen.
Van de 691.106 inwoners van 2011 waren er:
- 520.885 Roemenen (75%)
- 103.591 Hongaren (15%)
- 40.709 personen waarvan de nationaliteit niet bekend is
- 22.531 Roma (3%)

Van de 702.755 in 2002 waren er:
- 79,4% (557.891) Roemeen
- 17,37% (122.301) Hongaar (zie Hongaarse minderheid in Roemenië)
- 2,8% Roma
- 0,1% Duits

Van de 736.301 in 1992 waren er:
- 77,58% (571.275) Roemeen
- 19,85% (146.186) Hongaar
- 2,2% Roma
- 0,1% Duits

Van de 715.507 in 1977 waren er:
- 74,42% (532.543) Roemeen
- 23,95% (171.431) Hongaar
- 1,1% Roma
- 0,25% Duits

## Hongaarse gemeenschap
Door het district loop de enigszins verbrokkelde etnische verbinding van Hongaarse dorpen tussen het gebied in het district Sălaj en het Szeklerland. In de regio Kalotaszeg wonen de Hongaren in een samenhangend etnisch blok. Binnen het district ligt Cluj-Napoca, dat geldt als de officieuze hoofdstad van de Hongaarse minderheid in Roemenië. Hier zijn instellingen te vinden op allerhande gebieden zoals bijvoorbeeld het hoofdkantoor van de Hongaarse partij Democratische Unie van Hongaren in Roemenië, de Theologische Universiteiten van de Hongaars Gereformeerden en de Hongaarse Unitarische kerk, er is de belangrijke tweetalige Babes-Boljai universiteit en de Hongaarse Opera. Naast Cluj-Napoca zijn er ook grote stedelijke bevolkingen van Hongaren in Dej en in Gherla. 
Op het platteland van het district wonen de Hongaren vooral in de regio Kalotaszeg. In het oosten van het district wonen veel Hongaren in de regio Zevenburgse Vlakte. Met Sic als belangrijke kern van de Hongaarse plattelandscultuur. Aan de noordzijde van het huidige district lag vroeger ook een Hongaarstalige streek, in de valleien van de zijrivieren van de Someșul Mic; Borsa, Lonea en enkele kleinere beken. Zie: Borșavallei en omgeving.

## Geografie
Het district heeft een oppervlakte van 6674 km².

## Aangrenzende districten
- Bihor in het westen
- Alba in het zuiden
- Mureș in het oosten
- Bistrița-Năsăud in het noordoosten
- Maramureș
- Sălaj in het noordwesten

## Toeristische attracties
- Stad Cluj-Napoca
- Het Apusenigebergte
- Historische binnenstad van Turda, Dej, Gherla en Ciucea

## Steden
- Cluj-Napoca
- Turda
- Câmpia Turzii
- Huedin
- Dej
- Gherla
- Florești (Cluj)